# Periboeum maculatum
Periboeum maculatum är en skalbaggsart som beskrevs av Magno 1987. Periboeum maculatum ingår i släktet Periboeum och familjen långhorningar. Inga underarter finns listade i Catalogue of Life.